# Académie des beaux-arts de Florence
Pour les articles homonymes, voir Académie des beaux-arts.
L'Académie des beaux-arts de Florence (en italien : Accademia di Belle Arti di Firenze) est une institution fondée en 1784 par le Grand-duc de Toscane et empereur romain germanique Léopold II du Saint-Empire afin de regrouper les diverses activités artistiques et éducatives dans un même lieu baptisé Accademia di Belle Arti di Firenze.

## Historique

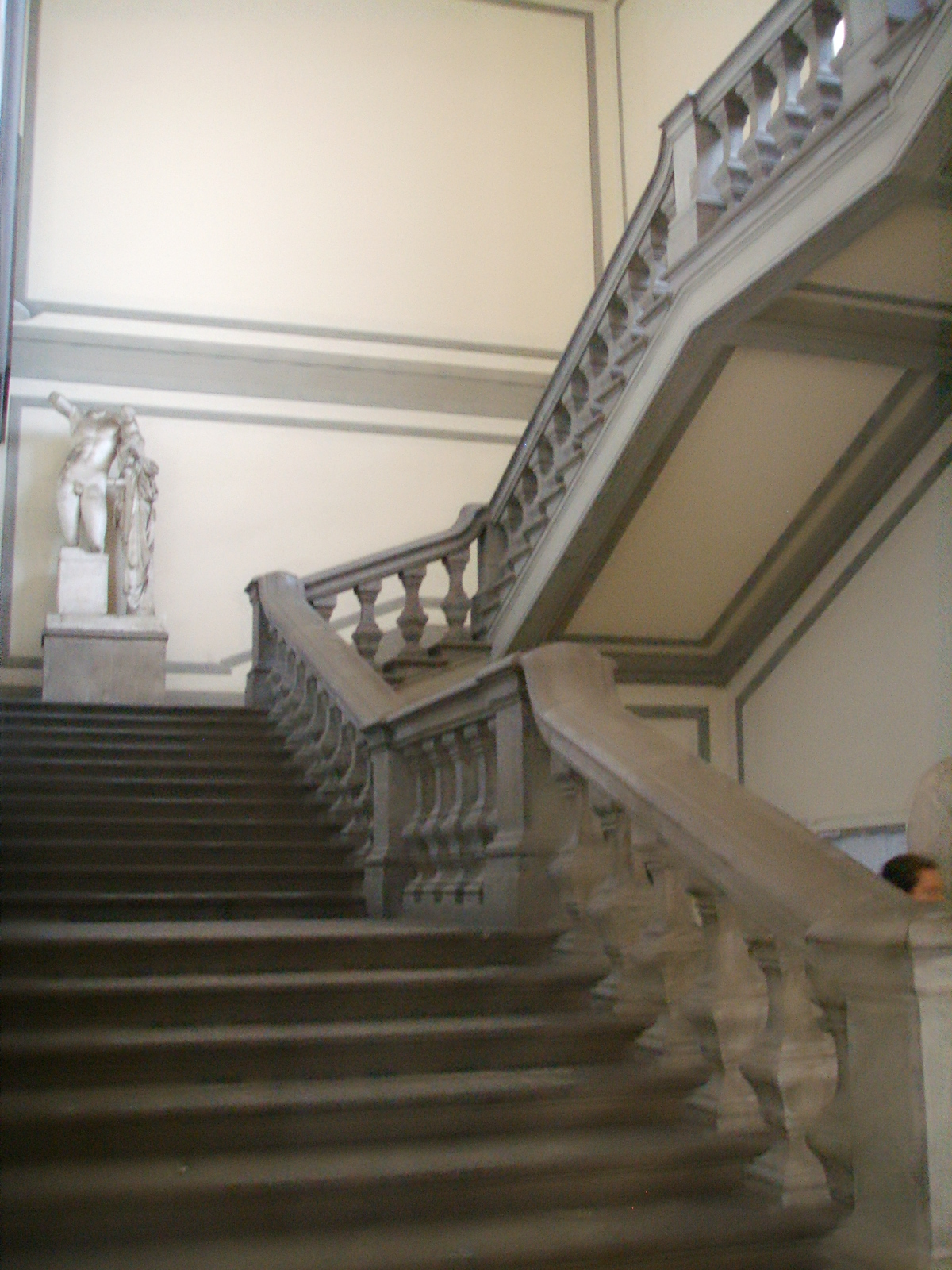
L'escalier monumental de l'Académie des beaux-arts de Florence.

En 1784, l'Académie des beaux-arts de Florence regroupa notamment l'Académie du dessin de Florence ainsi que la Galleria dell'Accademia de Florence qui s'installèrent dans les nouveaux locaux de la rue Ricasoli dans un ancien hospice et couvent de l'Ospedale di San Matteo e del Convento di San Niccolò di Cafaggio, situés Piazza San Marco, construit sur les plans de l'architecte Andrea della Robbia. Un des premiers enseignants de l'Académie des beaux-arts de Florence fut l'architecte novateur Gaspare Paoletti.
Aujourd'hui, l'Académie des beaux-arts de Florence est recentrée dans le palais d'Arte dei Beccai qui regroupe les corporations d'arts et métiers médiévales. L'Académie des beaux-arts de Florence comprend cinq départements ou classes spécialisées : la Classe de Peinture, la classe de Sculpture, la classe d'Architecture, la classe d'Histoire de l'art et la classe des disciplines des sciences et sciences humaines.
La Galleria dell'Accademia de Florence est séparé par un mur mitoyen de l'Académie des beaux-arts sans pour autant avoir une ouverture interne entre leur bâtiment respectif. L'Académie des beaux-arts coiffe également le conservatoire de musique Conservatorio Luigi Cherubini complété d'un musée, le Museo degli strumenti musicali et d'un atelier artistique, l'Opificio delle pietre dure, qui travaille la mosaïque de pierre dure et sera renommé ensuite l'Istituto Centrale per il Restauro, un musée et une école de restauration d'œuvres.